# Acta et Commentationes Universitatis Tartuensis
Acta et Commentationes Universitatis Tartuensis (abreviado Acta Commentat. Univ. Tartuensis, A. Math.) fue una revista científica con ilustraciones y descripciones botánicas que fue publicada en Tartu, Estonia desde el año 1921 hasta 1938, con el nombre de Acta et Commentationes Universitatis Tartuensis (Dorpatensis). A. Mathematica, Physica, Medica. Se publicaron 33 números.